# Liste der Baudenkmäler in Egling

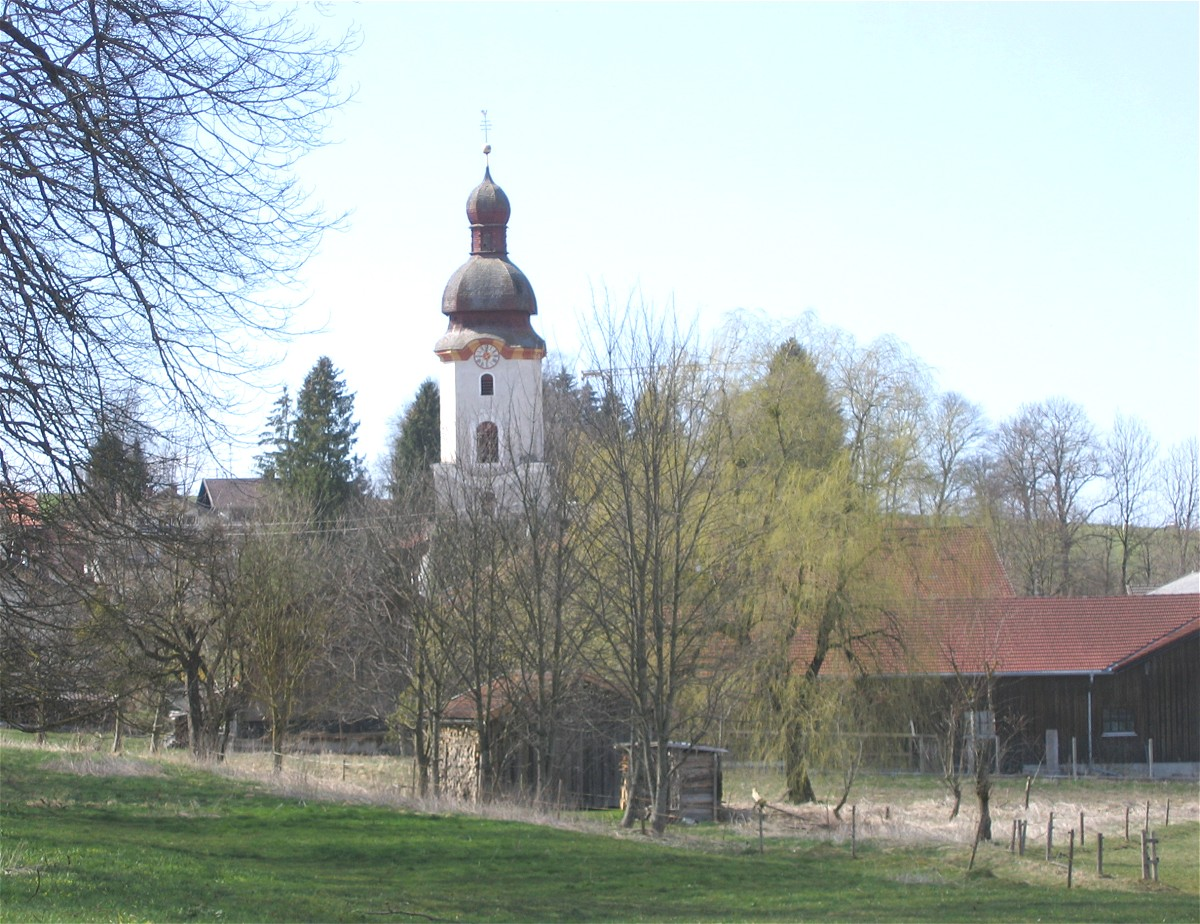
Blick auf Thanning

Auf dieser Seite sind die Baudenkmäler in der oberbayerischen Gemeinde Egling zusammengestellt. Diese Tabelle ist eine Teilliste der Liste der Baudenkmäler in Bayern. Grundlage ist die Bayerische Denkmalliste, die auf Basis des Bayerischen Denkmalschutzgesetzes vom 1. Oktober 1973 erstmals erstellt wurde und seither durch das Bayerische Landesamt für Denkmalpflege geführt wird. Die folgenden Angaben ersetzen nicht die rechtsverbindliche Auskunft der Denkmalschutzbehörde.

## Baudenkmäler nach Ortsteilen

### Egling
| Lage                                     | Objekt                                  | Beschreibung | Akten-Nr.              | Bild                        |
| ---------------------------------------- | --------------------------------------- | --- | ---------------------- | --------------------------- |
| Angermühle 1 (Standort)                  | Wassermühle                             | Satteldachbau teilweise mit Blockbau-Obergeschoss, Laube, verschaltem Kniestock und Traufbundwerk am Wirtschaftsteil, 2. Hälfte 18. Jahrhundert, im 19. Jahrhundert erhöht; Wasserbauliche Anlage, Mühlbach mit hölzernem Gerinne, Mühlrad und Ablauf, 1991 nach historischem Vorbild | D-1-73-120-1 Wikidata  | weitere Bilder              |
| Wolfratshauser Straße 18 (Standort)      | Wohnteil eines Bauernhauses             | zweigeschossiger Flachsatteldachbau mit Trauf- und Giebellaube, 2. Viertel 19. Jahrhundert, nördlich erweitert | D-1-73-120-2 Wikidata  | Wohnteil eines Bauernhauses |
| Hauptstraße 13 (Standort)                | Katholische Pfarrkirche St. Martin      | Saalbau mit eingezogenem Rechteckchor und westlichem Zwiebelturm, im Kern spätgotisch, 1650/60 barockisiert; mit Ausstattung | D-1-73-120-4 Wikidata  | weitere Bilder              |
| Nähe Wolfratshauser Straße 24 (Standort) | Ehemalige Dorfschmiede                  | schmaler Satteldachbau, Mitte 19. Jahrhundert | D-1-73-120-5 Wikidata  | Ehemalige Dorfschmiede      |
| Pfarrstraße 2 (Standort)                 | Laube                                   | geschnitzte und teilweise farbig gefasste Holzbrüstung, bezeichnet mit 1856 | D-1-73-120-6 Wikidata  | Laube                       |
| Pfarrstraße 6 (Standort)                 | Ehemaliges Kleinbauernhaus              | zweigeschossiger verputzter Blockbau mit Flachsatteldach, traufseitiger Balusterlaube und Putzgliederung, bezeichnet mit 1912, im Kern 1. Hälfte 19. Jahrhundert | D-1-73-120-95 Wikidata | Ehemaliges Kleinbauernhaus  |
| Sebaldsleite (Standort)                  | Katholische Wallfahrtskirche St. Sebald | Saalbau mit eingezogenem Chor, 2. Hälfte 17. Jahrhundert; mit Ausstattung | D-1-73-120-7 Wikidata  | weitere Bilder              |

### Attenham
| Lage                                    | Objekt                | Beschreibung | Akten-Nr.              | Bild           |
| --------------------------------------- | --------------------- | --- | ---------------------- | -------------- |
| Lindenweg 3 a; Lindenweg 3 b (Standort) | Wohnhaus              | Blockbau-Obergeschoss mit Flachsatteldach, dreiseitig umlaufender Laube und teilverschalter Giebellaube, bezeichnet mit 1782, 1994–96 samt historischer Ausbaudetails in Neubau einbezogen, neuer Dachstuhl durch bemalte Giebelverschalung und -laube von 1811 aus anderem Zusammenhang ergänzt | D-1-73-120-96 Wikidata | weitere Bilder |
| Endlhauser Straße 8 (Standort)          | Kapelle St. Florian   | neugotischer putzgegliederter Satteldachbau mit Giebelreiter, 1862ff.; mit Ausstattung | D-1-73-120-8 Wikidata  | weitere Bilder |
| Endlhauser Straße 24 (Standort)         | Ehemaliges Bauernhaus | zweigeschossiger hakenförmiger Flachsatteldachbau mit Fassadenmalerei, farbig gefasster Stuckdekoration und Traufbundwerk, bezeichnet mit 1834; Hoftor, steinernes Portal, bezeichnet mit 1714, aus Unterfranken; Getreidekästen, zweigeschossiger Blockbau mit Laube und hakenförmig angebautem erdgeschossigem Blockbau, 1556 und 1707, transloziert; Getreidekasten, erdgeschossiger Blockbau, bezeichnet mit 1549, transloziert | D-1-73-120-9 Wikidata  | weitere Bilder |

### Aufhofen
| Lage                               | Objekt                                      | Beschreibung | Akten-Nr.              | Bild                                        |
| ---------------------------------- | ------------------------------------------- | --- | ---------------------- | ------------------------------------------- |
| Eulenschwanger Straße 1 (Standort) | Wohnteil eines ehemaligen Kleinbauernhauses | zweigeschossiger Blockbau mit Flachsatteldach, umlaufender Laube und verschaltem Vordach, Mitte 18. Jahrhundert                                                                 | D-1-73-120-11 Wikidata | Wohnteil eines ehemaligen Kleinbauernhauses |
| Hofmarkstraße 13 (Standort)        | Bauernhaus                                  | zweigeschossiger Flachsatteldach mit traufseitiger Laube und Traufbundwerk, 2. Hälfte 18. Jahrhundert                                                                           | D-1-73-120-12 Wikidata | Bauernhaus                                  |
| Kirchbergweg 1 (Standort)          | Katholische Filialkirche St. Valentin       | Saalbau mit eingezogenem Chor und Ostturm, 1408, 1558 verändert, Barockisierung bezeichnet mit 1770, Turm 1. Hälfte 18. Jahrhundert, Spitzhelm 19. Jahrhundert; mit Ausstattung | D-1-73-120-10 Wikidata | weitere Bilder                              |

### Deining
| Lage                             | Objekt                                 | Beschreibung | Akten-Nr.              | Bild                        |
| -------------------------------- | -------------------------------------- | --- | ---------------------- | --------------------------- |
| Alte Tölzer Straße 2 (Standort)  | Wohnteil eines Bauernhauses            | zweigeschossiger Blockbau mit umlaufender Laube, verschaltem Kniestock und teilverschalter Giebellaube, Ende 17. Jahrhundert                                              | D-1-73-120-24 Wikidata | weitere Bilder              |
| Alte Tölzer Straße 4 (Standort)  | Wohnteil eines Bauernhauses            | Flachsatteldachbau mit Blockbau-Obergeschoss, umlaufender Laube, verschaltem Kniestock und Giebellaube, 3. Viertel 17. Jahrhundert, Dachaufbau später                     | D-1-73-120-25 Wikidata | Wohnteil eines Bauernhauses |
| Alte Tölzer Straße 8 (Standort)  | Bauernhaus                             | Flachsatteldachbau mit Blockbau-Obergeschoss, umlaufender Laube und teilverschalter Giebellaube, letztes Viertel 18. Jahrhundert                                          | D-1-73-120-26 Wikidata | Bauernhaus                  |
| Alte Tölzer Straße 18 (Standort) | Ehemaliges Landarzthaus                | zweigeschossiger Halbwalmdachbau mit Fassadenmalerei und hölzerner Laube, 2. Viertel 19. Jahrhundert, Malerei modern                                                      | D-1-73-120-27 Wikidata | weitere Bilder              |
| Hornsteiner Straße 2 (Standort)  | Bauernhaus                             | zweigeschossiger Flachsatteldachbau mit Kniestock, zweiseitig umlaufender Balusterlaube, Giebelbalkon und Fassadenmalerei, bezeichnet mit 1914/15                         | D-1-73-120-15 Wikidata | weitere Bilder              |
| Hornsteiner Straße 11 (Standort) | Ehemaliges Kleinbauernhaus             | zweigeschossiger Blockbau mit Flachsatteldach und zweiseitig umlaufender Bretterlaube, 3. Viertel 17. Jahrhundert                                                         | D-1-73-120-16 Wikidata | Ehemaliges Kleinbauernhaus  |
| Klosterweg 3 (Standort)          | Bauernhaus                             | Flachsatteldachbau wohl mit verputztem Blockbau-Obergeschoss, traufseitiger Laube und teilverschalter Giebellaube, 18. und 19. Jahrhundert                                | D-1-73-120-17 Wikidata | BW                          |
| Laberstraße 1 (Standort)         | Wohnteil eines ehemaligen Bauernhauses | zweigeschossiger Blockbau mit umlaufender Laube und verschaltem Vordach, 2. Viertel 18. Jahrhundert                                                                       | D-1-73-120-18 Wikidata | weitere Bilder              |
| Münchner Straße 2 (Standort)     | Katholische Pfarrkirche St. Nikolaus   | Tuffstein-Saalbau mit eingezogenem Chor und Westturm, im Kern um 1430, 1. Hälfte 18. Jahrhundert barockisiert, Turm 1820/21; mit Ausstattung (siehe auch: Kanzel).        | D-1-73-120-19 Wikidata | weitere Bilder              |
| Münchner Straße 6 (Standort)     | Bauernhaus                             | zweigeschossiger langgestreckter Flachsatteldachbau mit traufseitigen Balusterlauben, teilverschalter Giebellaube, Hochtenne und Traufbundwerk, 2. Hälfte 18. Jahrhundert | D-1-73-120-20 Wikidata | Bauernhaus                  |
| Münchner Straße 15 (Standort)    | Ehemaliges Bauernhaus                  | Flachsatteldachbau mit Blockbau-Obergeschoss, umlaufender Laube, teilverschalter Giebellaube und Traufbundwerk, Ende 18. Jahrhundert                                      | D-1-73-120-21 Wikidata | Ehemaliges Bauernhaus       |
| Münchner Straße 19 (Standort)    | Kleinbauernhaus                        | zweigeschossiger Blockbau mit Flachsatteldach, zweiseitig umlaufender Laube und massiver Nordwand, 3. Viertel 17. Jahrhundert                                             | D-1-73-120-22 Wikidata | Kleinbauernhaus             |
| Münchner Straße 29 (Standort)    | Ehemaliges Bauernhaus                  | zweigeschossiger Flachsatteldachbau mit giebelseitigen Balkons und Traufbundwerk, 18./19. Jahrhundert                                                                     | D-1-73-120-23 Wikidata | Ehemaliges Bauernhaus       |

### Endlhausen
| Lage                                                                      | Objekt                               | Beschreibung | Akten-Nr.              | Bild                       |
| ------------------------------------------------------------------------- | ------------------------------------ | --- | ---------------------- | -------------------------- |
| Dietramszeller Straße 2 (Standort)                                        | Ehemaliges Bauernhaus                | Flachsatteldachbau mit Blockbau-Obergeschoss, zweiseitig umlaufender Laube, teilverschalter Giebellaube und verschaltem Kniestock, 1. Hälfte 18. Jahrhundert                                                 | D-1-73-120-31 Wikidata | weitere Bilder             |
| Dietramszeller Straße / Attenhamer Straße / Altkirchner Straße (Standort) | Kriegerdenkmal                       | abgerundete Freitreppenanlage mit steinerner Mariensäule und Reliefwand, Säule bezeichnet mit 1905, später zum Denkmal für die Gefallenen beider Weltkriege erweitert                                        | D-1-73-120-93 Wikidata | weitere Bilder             |
| Altkirchner Straße 3 (Standort)                                           | Ehemaliges Kleinbauernhaus           | Flachsatteldachbau teilweise mit Blockbau-Obergeschoss und zweiseitig umlaufender Laube, Kern 2. Hälfte 18. Jahrhundert                                                                                      | D-1-73-120-32 Wikidata | Ehemaliges Kleinbauernhaus |
| Altkirchner Straße 7 (Standort)                                           | Ehemaliges Bauernhaus                | jetzt Landheim, Flachsatteldachbau mit Blockbau-Obergeschoss, umlaufender Laube und Malereien am verschalten Vordach, Ende 18. Jahrhundert                                                                   | D-1-73-120-33 Wikidata | weitere Bilder             |
| Attenhamer Straße 1 (Standort)                                            | Katholische Pfarrkirche St. Valentin | barocker Saalbau mit ausgerundeten Ecken, eingezogenem Chor und Nordturm, 1755/56, 1866 Chorvergrößerung und Langhausneuwölbung, Spitzhelm 1867; mit Ausstattung (siehe auch: Kanzel).                       | D-1-73-120-34 Wikidata | weitere Bilder             |
| Attenhamer Straße 2 (Standort)                                            | Wohnteil eines Bauernhauses          | Zweigeschossiger Flachsatteldachbau mit durchfenstertem Kniestock, traufseitiger Balusterlaube, Giebelbalkon und Fassadenmalerei, im Kern von 1859 (innen bezeichnet), Bemalung bezeichnet mit 1943 und 1962 | D-1-73-120-35 Wikidata | weitere Bilder             |

### Geilertshausen
| Lage                        | Objekt                               | Beschreibung | Akten-Nr.              | Bild           |
| --------------------------- | ------------------------------------ | --- | ---------------------- | -------------- |
| Geilertshausen 1 (Standort) | Bauernhaus                           | zweigeschossiger Blockbau mit Flachsatteldach, umlaufender Balusterlaube, hohem verschaltem Kniestock und teilverschalter Giebellaube, frühes 17. Jahrhundert, Dachaufbau später; Getreidekasten, zweigeschossiger Blockbau mit Laube, bezeichnet mit 1699 | D-1-73-120-42 Wikidata | weitere Bilder |
| Geilertshausen 3 (Standort) | Katholische Filialkirche St. Andreas | flacher Saalbau mit eingezogenem Chor und Dachreiter, Anfang 16. Jahrhundert, umgestaltet 1609; mit Ausstattung | D-1-73-120-41 Wikidata | weitere Bilder |
| Geilertshausen 5 (Standort) | Wohnteil eines Bauernhauses          | zweigeschossiger Blockbau mit Flachsatteldach, umlaufender Laube und teilverschalter Giebellaube, 1. Viertel 18. Jahrhundert | D-1-73-120-43 Wikidata | weitere Bilder |

### Harmating
| Lage                   | Objekt                                 | Beschreibung | Akten-Nr.              | Bild                                   |
| ---------------------- | -------------------------------------- | --- | ---------------------- | -------------------------------------- |
| Harmating 1 (Standort) | Wohnteil eines ehemaligen Bauernhauses | Flachsatteldachbau mit Blockbau-Obergeschoss, umlaufender Laube und verschaltem Vordach, 2. Hälfte 18. Jahrhundert, 1981 aus Greiling transferiert                                                                   | D-1-73-120-46 Wikidata | Wohnteil eines ehemaligen Bauernhauses |
| Harmating 3 (Standort) | Bauernhaus                             | Flachsatteldachbau mit Blockbau-Obergeschoss, umlaufender Laube, teilverschalter Giebellaube und Traufbundwerk, 2. Hälfte 18. Jahrhundert                                                                            | D-1-73-120-47 Wikidata | weitere Bilder                         |
| Harmating 4 (Standort) | Ehemaliges Benefiziatenhaus            | zweigeschossiger Satteldachbau, um 1781, später verändert | D-1-73-120-98 Wikidata | Ehemaliges Benefiziatenhaus            |
| Harmating 5 (Standort) | Kapelle St. Leonhard                   | barocker oktogonaler Zentralbau mit Zeltdach, Putzgliederung und westlichem Spitzhelmturm, 1680/85; mit Ausstattung                                                                                                  | D-1-73-120-45 Wikidata | weitere Bilder                         |
| Harmating 6 (Standort) | Schloss Harmating                      | dreigeschossiger schargeschindelgedeckter Halbwalmdachbau mit Kastenerker und Aufzugsgaube, 16. Jahrhundert; Schlosskapelle, gerade geschlossener Saalbau mit Dachreiter, um 1630, um 1708 erneuert; mit Ausstattung | D-1-73-120-48 Wikidata | weitere Bilder                         |

### Hornstein
| Lage                    | Objekt                     | Beschreibung | Akten-Nr.              | Bild                       |
| ----------------------- | -------------------------- | --- | ---------------------- | -------------------------- |
| Hornstein 14 (Standort) | Ehemaliges Kleinbauernhaus | Flachsatteldachbau mit Blockbau-Obergeschoss, zweiseitig umlaufender Laube und verschalter Giebellaube, bezeichnet mit 1796                | D-1-73-120-50 Wikidata | weitere Bilder             |
| Hornstein 28 (Standort) | Ehemaliges Kleinbauernhaus | Flachsatteldachbau mit Blockbau-Obergeschoss, zweiseitiger Bretterlaube, verschaltem Vordach und Traufbundwerk, 3. Viertel 18. Jahrhundert | D-1-73-120-51 Wikidata | Ehemaliges Kleinbauernhaus |
| Hornstein 35 (Standort) | Ehemaliges Kleinbauernhaus | Flachsatteldachbau mit Blockbau-Obergeschoss, zweiseitiger Laube, teilverschalter Giebellaube und Traufbundwerk, bezeichnet mit 1806       | D-1-73-120-52 Wikidata | Ehemaliges Kleinbauernhaus |
| Hornstein 38 (Standort) | Ehemaliger Maierhof        | zweigeschossiger Walmdachbau, Ende 18. Jahrhundert                                                                                         | D-1-73-120-53 Wikidata | weitere Bilder             |
| In Hornstein (Standort) | Kapelle St. Georg          | unverputzter lisenengegliederter Flachsattel-Quaderbau in nachklassizistischen Formen mit Dachreiter, 1868; mit Ausstattung                | D-1-73-120-49 Wikidata | weitere Bilder             |

### Moosham
| Lage                                                  | Objekt                      | Beschreibung | Akten-Nr.              | Bild           |
| ----------------------------------------------------- | --------------------------- | --- | ---------------------- | -------------- |
| Eglinger Straße 37 (Standort)                         | Stadel                      | Blockbau mit Flachsatteldach, Bundwerk und eingebautem Getreidekasten, bezeichnet mit 1748, Kasten 18. Jahrhundert     | D-1-73-120-57 Wikidata | weitere Bilder |
| In Moosham, an der Straße nach Feldkirchen (Standort) | Wegkapelle                  | Satteldachbau, 2. Viertel 19. Jahrhundert; mit Ausstattung; an der Straße nach Feldkirchen                             | D-1-73-120-59 Wikidata | Wegkapelle     |
| Lindenstraße 1 (Standort)                             | Wohnteil eines Bauernhauses | Flachsatteldachbau mit Blockbau-Obergeschoss, traufseitiger Laube und verschaltem Kniestock, 2. Hälfte 17. Jahrhundert | D-1-73-120-58 Wikidata | weitere Bilder |

### Neufahrn
| Lage                                                | Objekt                                        | Beschreibung | Akten-Nr.              | Bild                                   |
| --------------------------------------------------- | --------------------------------------------- | --- | ---------------------- | -------------------------------------- |
| Gartenstraße 2 (Standort)                           | Bauernhaus                                    | Flachsatteldachbau mit Blockbau-Obergeschoss, zweiseitiger Laube und Kniestock, Kern 18. Jahrhundert, Dachaufbau später                                                                 | D-1-73-120-60 Wikidata | Bauernhaus                             |
| Keltenstraße 20 (ehemals Hauptstraße 12) (Standort) | Bauernhaus                                    | zweigeschossiger Flachsatteldachbau mit zweiseitiger Balusterlaube, teilverschalter Giebellaube, profilierten Balkenköpfen und reich geschnitzter Haustür, um 1800                      | D-1-73-120-61 Wikidata | weitere Bilder                         |
| In Neufahrn (Standort)                              | Kriegergedächtniskapelle                      | Steildachbau mit Dachreiter in historisierenden Formen, 19./20. Jahrhundert; mit Ausstattung                                                                                            | D-1-73-120-63 Wikidata | weitere Bilder                         |
| Kindswieskapelle (Standort)                         | Waldkapelle, sogenannte Kindswieskapelle      | niedrigerer Satteldachbau mit Walmdach-Chorbau in neugotischen Formen mit Dachreiter, gegen Mitte 19. Jahrhundert; mit Ausstattung; Eineinhalb Kilometer südsüdostwärts im Wald gelegen | D-1-73-120-66 Wikidata | weitere Bilder                         |
| Kirchstraße 3 (Standort)                            | Katholische Filialkirche St. Johannes Baptist | gotische Chorturmkirche mit flachgedecktem Saalbau und Vorzeichen, 1. Hälfte 15. Jahrhundert, Anfang 16. Jahrhundert später erhöht; mit Ausstattung (siehe auch: Kanzel).               | D-1-73-120-62 Wikidata | weitere Bilder                         |
| Schanzenstraße 4 (Standort)                         | Ehemaliges Bauernhaus                         | Flachsatteldachbau mit teilweise verputztem Blockbau-Obergeschoss, Balusterlauben und Wandbild, Ende 18. Jahrhundert, Tennenteil und Dachstuhl nach Brand 1988 erneuert                 | D-1-73-120-64 Wikidata | Ehemaliges Bauernhaus                  |
| Schanzenstraße 7 (Standort)                         | Wohnteil eines ehemaligen Bauernhauses        | zweigeschossiger Blockbau mit umlaufender Laube und teilverschalter Giebellaube, 1. Hälfte 18. Jahrhundert                                                                              | D-1-73-120-65 Wikidata | Wohnteil eines ehemaligen Bauernhauses |

### Oehnböck
| Lage                                             | Objekt                     | Beschreibung | Akten-Nr.              | Bild           |
| ------------------------------------------------ | -------------------------- | --- | ---------------------- | -------------- |
| Aufhofener Straße; Sauerlacher Straße (Standort) | Wegkapelle                 | Tonnengewölbter Flachsatteldachbau, Mitte 19. Jahrhundert; mit Ausstattung; an der Hauptstraße                                                                    | D-1-73-120-67 Wikidata | weitere Bilder |
| Sauerlacher Straße 7 (Standort)                  | Ehemaliges Kleinbauernhaus | zweigeschossiger Flachsatteldachbau mit umlaufender Laube und teilverschalter Giebellaube, im Kern Mitte 18. Jahrhundert und 19. Jahrhundert                      | D-1-73-120-69 Wikidata | weitere Bilder |
| Sauerlacher Straße 8 (Standort)                  | Bauernhaus                 | Flachsatteldachbau mit Blockbau-Obergeschoss, umlaufender Laube, teilverschaltem Vordach und Bundwerk, letztes Viertel 18. Jahrhundert, Dachaufbau später         | D-1-73-120-70 Wikidata | weitere Bilder |
| Sauerlacher Straße 8 a (Standort)                | Bauernhaus                 | Satteldachbau mit Blockbau-Obergeschoss, umlaufender Balusterlaube, teilverschaltem Vordach und Traufbundwerk, letztes Viertel 18. Jahrhundert, Dachaufbau später | D-1-73-120-68 Wikidata | weitere Bilder |

### Reichertshausen
| Lage                          | Objekt                                 | Beschreibung | Akten-Nr.              | Bild                                   |
| ----------------------------- | -------------------------------------- | --- | ---------------------- | -------------------------------------- |
| Im Thal 1 (Standort)          | Ehemaliges Bauernhaus eines Einzelhofs | zweigeschossiger Blockbau mit zweiseitiger Laube und verschaltem Vordach, 1. Hälfte 18. Jahrhundert                                                                             | D-1-73-120-76 Wikidata | weitere Bilder                         |
| Reichertshausen 4 (Standort)  | Wohnteil eines ehemaligen Bauernhauses | Flachsatteldachbau mit Blockbau-Obergeschoss, Brettbalusterlaube und teilverschalter Giebellaube, bezeichnet mit 1820, Dachaufbau später                                        | D-1-73-120-74 Wikidata | Wohnteil eines ehemaligen Bauernhauses |
| Reichertshausen 9 (Standort)  | Kapelle St. Coloman                    | netzrippengewölbter spätgotischer Saalbau, 1517; mit Ausstattung; südlich des Ortes                                                                                             | D-1-73-120-72 Wikidata | weitere Bilder                         |
| Reichertshausen 11 (Standort) | Ehemaliges Bauernhaus                  | Flachsatteldachbau mit Blockbau-Obergeschoss, zweiseitiger Laube, verschaltem Kniestock und Balkon am verschalten Giebel, 1. Hälfte 18. Jahrhundert, Dachaufbau 19. Jahrhundert | D-1-73-120-75 Wikidata | Ehemaliges Bauernhaus                  |

### Thanning
| Lage                                 | Objekt                                     | Beschreibung | Akten-Nr.              | Bild                        |
| ------------------------------------ | ------------------------------------------ | --- | ---------------------- | --------------------------- |
| Amtmannstraße 4 (Standort)           | Ehemaliges Armenhaus                       | zweigeschossiger Blockbau mit Flachsatteldach und verschaltem Vordach, 17./18. Jahrhundert                                                                                    | D-1-73-120-81 Wikidata | weitere Bilder              |
| Gräfin-Justitia-Straße 4. (Standort) | Wohnteil eines Bauernhauses                | Zweigeschossiger Flachsatteldachbau mit traufseitiger Laube und verschaltem Giebel, Kern 3. Viertel 17. Jahrhundert                                                           | D-1-73-120-82 Wikidata | Wohnteil eines Bauernhauses |
| Gräfin-Justitia-Straße 5 (Standort)  | Wohnteil eines ehemaligen Bauernhauses     | Zweigeschossiger Blockbau mit umlaufender Laube und teilverschalter Giebellaube, 1678 (dendro.dat.), Dachaufbau später                                                        | D-1-73-120-83 Wikidata | weitere Bilder              |
| Hauptstraße 12 (Standort)            | Ehemaliges Kleinbauernhaus                 | Flachsatteldachbau mit Blockbau-Obergeschoss, umlaufender Brettbalusterlaube, teilverschalte Giebellaube und Traufbundwerk, Mitte 18. Jahrhundert                             | D-1-73-120-84 Wikidata | weitere Bilder              |
| Hauptstraße 14 (Standort)            | Katholische Pfarrkirche St. Peter und Paul | barocke Saalkirche mit eingezogenem Chor und Ostturm, von Peter Reiser, 1786/87, Turmunterbau spätromanischer Chorturm; mit Ausstattung                                       | D-1-73-120-85 Wikidata | weitere Bilder              |
| Hauptstraße 24 (Standort)            | Portal                                     | barockes Stuckportal mit Architektur-Rahmung, um 1700 | D-1-73-120-86 Wikidata | weitere Bilder              |
| Hauptstraße 26 (Standort)            | Wohnteil eines Bauernhauses                | zweigeschossiger Flachsatteldachbau mit Kniestock und Balusterlauben, um 1830/40                                                                                              | D-1-73-120-87 Wikidata | weitere Bilder              |
| Schmiedbergstraße 4 (Standort)       | Ehemaliges Bauernhaus                      | zweigeschossiger Blockbau mit umlaufender Brettlaube, verschaltem Giebel und Traufbundwerk, 1. Hälfte 18. Jahrhundert                                                         | D-1-73-120-88 Wikidata | weitere Bilder              |
| Schulstraße 1 (Standort)             | Ehemaliges Kleinbauernhaus                 | Flachsatteldachbau mit verschaltem Blockbau-Obergeschoss, traufseitiger Laube und verschaltem Giebel, Kern Mitte 18. Jahrhundert                                              | D-1-73-120-89 Wikidata | Ehemaliges Kleinbauernhaus  |
| Schulstraße 2 (Standort)             | Ehemalige Schule                           | zweigeschossiger reduziert-historisierender Walmdachbau mit Putzdekor und südlich zweigeschossigem Satteldach-Lehrerwohnungsanbau, um 1910                                    | D-1-73-120-94 Wikidata | weitere Bilder              |
| Schulstraße 4 (Standort)             | Ehemaliges Kleinbauernhaus                 | teilweise zweigeschossiger Blockbau mit zweiseitiger Laube und Kniestock, letztes Viertel 18. Jahrhundert, Dachaufbau später                                                  | D-1-73-120-90 Wikidata | Ehemaliges Kleinbauernhaus  |
| Weiherweg 1 (Standort)               | Ehemaliges Bauernhaus                      | Flachsatteldachbau mit Blockbau-Obergeschoss, massivem Nordteil und zweiseitig umlaufender Laube, Mitte 18. Jahrhundert; Getreidekasten, angebauter Blockbau, 18. Jahrhundert | D-1-73-120-91 Wikidata | weitere Bilder              |

### Weitere Ortsteile
| Lage                                                                   | Objekt                                                  | Beschreibung | Akten-Nr.              | Bild                            |
| ---------------------------------------------------------------------- | ------------------------------------------------------- | --- | ---------------------- | ------------------------------- |
| Aumühle Aumühle 1 (Standort)                                           | Ehemaliges Kleinbauernhaus                              | Flachsatteldachbau mit Blockbau-Obergeschoss, umlaufender Bretterlaube und verschaltem Vordach, 1. Viertel 18. Jahrhundert | D-1-73-120-13 Wikidata | Ehemaliges Kleinbauernhaus      |
| Aumühle Aumühle 8 (Standort)                                           | Einfirsthof, sogenannte Aumühle                         | zweigeschossiger putzgegliederter Flachsatteldachbau mit Kniestock, traufseitiger Balusterlaube und rückseitiger Hochtenne, Ende 18. Jahrhundert | D-1-73-120-14 Wikidata | Einfirsthof, sogenannte Aumühle |
| Dettenhausen Marienstraße 22 (Standort)                                | Wohnteil eines ehemaligen Bauernhauses                  | Flachsatteldachbau mit Blockbau-Obergeschoss, umlaufender Laube und teilverschalter Giebellaube, Mitte 18. Jahrhundert | D-1-73-120-30 Wikidata | weitere Bilder                  |
| Dettenhausen In Dettenhausen (Standort)                                | Kapelle                                                 | Satteldachbau mit verschindeltem Zeltdach-Dachreiter, 2. Hälfte 17. Jahrhundert; mit Ausstattung | D-1-73-120-28 Wikidata | weitere Bilder                  |
| Ergertshausen Dorfstraße 3 (Standort)                                  | Katholische Filial- und Kuratiekirche Mariä Himmelfahrt | Tuffstein-Saalbau mit eingezogenem Chor und westlichem Sattelturm, 2. Hälfte 15. Jahrhundert, Chor um 1700 erhöht; mit Ausstattung (siehe auch: Kanzel). | D-1-73-120-36 Wikidata | weitere Bilder                  |
| Ergertshausen Isar; Wehrbaustraße 2; Isarkanal zum Werk III (Standort) | Ickinger Wehr                                           | Schleusenwehr mit Floßgasse, Betonbau mit Schleusentoren, holzverkleidetem Ständer-Riegelbau mit Satteldach und massivem Eckturm mit Kegeldach; mit technischer Ausstattung; Kanaleinlauf mit Schützen, Beton, mit Fahrbahn und zusätzlichen Stützen teilerneuert; Floßeinfahrtskanal mit Schleuse; Wehrwärterhaus, erdgeschossiger Satteldachbau auf Betonsockel mit holzverschalten Giebeln, Eckerker, hölzernem Stallanbau und hölzerner Scheune; sämtlich von Wolfgang Vogl, 1921–24 | D-1-73-120-99          | weitere Bilder                  |
| Eulenschwang In Eulenschwang (Standort)                                | Kapelle St. Georg                                       | Satteldachbau mit Dachreiter und kleinem Vorzeichen, um 1500, 1650 verändert; mit Ausstattung | D-1-73-120-37 Wikidata | weitere Bilder                  |
| Feldkirchen Feldkirchen 3 (Standort)                                   | Katholische Filialkirche St. Georg                      | spätgotischer Saalbau mit eingezogenem Chor und östlichem Tuffsteinturm, um 1500, 1835 verändert, Turm 1872; mit Ausstattung; Grabkapelle, kleiner Flachsatteldachbau, 1839, der Familien Barth und von Schirnding | D-1-73-120-38 Wikidata | weitere Bilder                  |
| Feldkirchen Feldkirchen 5 a (Standort)                                 | Ehemaliges Bauernhaus                                   | teilweise zweigeschossiger Blockbau mit zweiseitig umlaufender Laube und teilverschalter Giebellaube, 2. Hälfte 17. Jahrhundert, Dach später | D-1-73-120-40 Wikidata | Ehemaliges Bauernhaus           |
| Goldkofen Golkofen 1 (Standort)                                        | Bauernhaus, sogen. Gollkofer                            | zweigeschossiger putzgegliederter Flachsatteldachbau in historisierenden Formen mit giebelseitigen Lauben und durchfenstertem Kniestock, bezeichnet mit 1887 | D-1-73-120-44 Wikidata | Bauernhaus, sogen. Gollkofer    |
| Puppling Am Kaltenbach 6 (Standort)                                    | Katholische Filialkirche St. Georg                      | Saalbau mit dreiseitigem Chorschluss und Dachreiter, im Kern wohl spätgotisch, 1690 und Mitte des 18. Jahrhunderts barockisiert; mit Ausstattung | D-1-73-120-71 Wikidata | weitere Bilder                  |
| Sachsenhausen Isarleiten 3 (Standort)                                  | Bauernhaus                                              | Flachsatteldachbau mit Blockbau-Obergeschoss, zweiseitiger Laube und teilverschalter Giebellaube, 2. Viertel 18. Jahrhundert | D-1-73-120-78 Wikidata | Bauernhaus                      |
| Sachsenhausen In Sachsenhausen (Standort)                              | Weilerkapelle                                           | kreuzgratgewölbter Satteldachbau, 2. Hälfte 17. Jahrhundert; mit Ausstattung | D-1-73-120-77 Wikidata | weitere Bilder                  |
| Schalkofen Siegertshofer Straße 1 (Standort)                           | Weilerkapelle                                           | tonnengewölbter Satteldachbau mit Zeltdachreiter, Ende 17. Jahrhundert; mit Ausstattung | D-1-73-120-79 Wikidata | Weilerkapelle                   |
| Siegertshofen Eichenweg 4 (Standort)                                   | Kapelle St. Elisabeth                                   | Satteldachbau mit eingezogenem Chor und Zwiebeldachreiter, im Kern spätgotisch, um 1797 barockisiert; mit Ausstattung | D-1-73-120-80 Wikidata | weitere Bilder                  |
| Weihermühle In Weihermühle (Standort)                                  | Kapelle Mariä Heimsuchung                               | Steildachbau mit Spitzhelm-Dachreiter, um 1700; mit Ausstattung | D-1-73-120-92 Wikidata | weitere Bilder                  |

## Ehemalige Baudenkmäler
In diesem Abschnitt sind Objekte aufgeführt, die früher einmal in der Denkmalliste eingetragen waren, jetzt aber nicht mehr. Objekte, die in anderem Zusammenhang also z. B. als Teil eines Baudenkmals weiter eingetragen sind, sollen hier nicht aufgeführt werden. Aktennummern in diesem Abschnitt sind ehemalige, jetzt nicht mehr gültige Aktennummern.

| Lage                                      | Objekt                      | Beschreibung | Akten-Nr.             | Bild                        |
| ----------------------------------------- | --------------------------- | --- | --------------------- | --------------------------- |
| Egling Wolfratshauser Straße 3 (Standort) | Wohnteil eines Bauernhauses | ehemaliger zweigeschossiger Flachsatteldachbau mit traufseitiger Balusterlaube, teilweise verschaltem Kniestock und kleinem Giebelfresko, 2. Viertel 19. Jahrhundert | D-1-73-120-3 Wikidata | Wohnteil eines Bauernhauses |